# Военновъздушни сили и противовъздушна отбрана на Узбекистан
Военновъздушни сили и противовъздушна отбрана на Узбекистан (на узбекски: Havo hujumidan mudofaa qoʻshinlari va Harbiy havo kuchlari) са ВВС на въоръжените сили на Република Узбекистан.

## История
След разпадането на Съветския съюз, в съответствие с указ на президента на Узбекистан от 13 юли 1992 г., бившите части на съветските военновъздушни сили, разположени на узбекска територия от 73-та въздушна армия на Туркестанския военен окръг с щаб в Ташкент, са поети от Узбекистан. До края на 1992 г. узбекските части страдат от недостиг на офицери, тъй като много от тях са заминали за своите национални въоръжени сили. Тази тенденция е илюстрирана от 396-ти отделен гвардейски полк в Когон, който организира тридневна стачка през февруари 1992 г., когато е информиран за прехвърлянето си в Националната гвардия на Узбекистан. Това приключва, когато узбекският министър на отбраната се намесва и позволява на предимно руския личен състав от полка да намери нови позиции, като напускат над 90% от неговите офицери и старши офицери за Русия. В първия ден на 1993 г., в съответствие с директива на Генералния щаб на Узбекистан, издадена на 3 ноември 1992 г., щабът на узбекските ВВС е сформиран от авиационния отдел на Министерството на отбраната на Узбекистан.
Първоначално на личния състав от славянски националности е позволено да напусне свободно и без натиск да положи клетва за вярност към Узбекистан или да подпише договори за служба с техните въоръжени сили, което позволява на нововъзникващите военновъздушни сили да натрупат опит, но след като напускането, узбекските военновъздушни сили претърпяват рязък спад на опитни пилоти и персонал по поддръжката и намаляване до минимален брой годни за експлоатация самолети. Друг проблем е липсата на учебни самолети Aero L-39, наследени от Съветския съюз, като са закупени петнадесет от тях от Киргизстан между 1994 и 1996 г.
По време на гражданската война в Таджикистан от септември 1992 г. до май 1993 г. правителството на Таджикистан е подкрепено от Узбекистан. Хеликоптери на военновъздушните сили се бият с ислямистките бунтовници в база на обединената таджикска опозиция. По-късно е съобщено, че узбекските военновъздушни сили са унищожили последните позиции на бунтовниците в Източен Таджикистан. Участвали са хеликоптерните полкове в Чирчик и Когон, изтребително-бомбардировъчните полкове в Джизак и Какайди и отделният смесен авиационен полк в Ташкент Восточни, опериращ с МиГ-29, Су-17М, Су-24, Су-25 и Ми-8 и вертолети Ми-24. По време на войната узбекските ВВС губят един Су-24, два Ми-8 и един Ми-24.
През март 1994 г. Руската федерация подписва договор с Узбекистан за обучение на пилоти. Въздушните сили на Узбекистан се подпомагат от руските военновъздушни сили, въпреки че Висшето военно авиационно училище в Джизак е открито за обучение на узбеки. Към тази година около тринадесет въздушни бази са активни в Узбекистан. Военновъздушните сили трябва да следват съветската доктрина, поддържана от сухопътните сили на Узбекистан.
В началото на средата на 90-те години в Узбекистан се провежда политика на дерусификация, която се отразява на въоръжените сили чрез повикването на узбекски офицери от резерва, за да заменят офицери от славянски националности на командни длъжности. В резултат на това процентът на узбекските офицери във въоръжените сили се увеличава от 50% на 85%, но тези действия намалят възможностите на въоръжените сили. В същото време военновъздушните сили са реорганизирани, за да се консолидират части: през 1993 г. 87-ми отделен разузнавателен авиационен полк (Су-24МР) е обединен със 735-ти бомбардировъчен авиационен полк (Су-24), за да се формира 60-ти бомбардировъчен авиационен полк в Карши - авиобаза Ханабад, докато 136-ти изтребително-бомбардировъчен авиационен полк (Андижан) и 372-ра отделна инструкторска щурмова авиационна ескадрила (Чирчик) са обединени в 59-и изтребително-бомбардировъчен авиационен полк в Чирчик. През същата година 111-ти отделен смесен авиационен полк (Ташкент-Восточный) е съкратен в отделна транспортна авиационна ескадрила, като някои самолети са прехвърлени към 194-ти гвардейски военнотранспортен авиационен полк, а неговите Ми-8 - към вертолетните полкове. Ан-12 и Ту-134 остават в Ташкент-Восточни.
Междувременно 287-та отделна изпитателна авиационна ескадрила в Нукус е изтеглена в Русия през 1993 г. Следвайки примера на други постсъветски страни, на 15 януари 1999 г. е насочено сливането на узбекските военновъздушни сили и узбекските сили за противовъздушна отбрана за формиране на сили за въздушна и противовъздушна отбрана на Узбекистан. Процесът е труден и едва от 2001 г. процентът на изправните въздухоплавателни средства започва да нараства и пилотните летателни часове се увеличават. Поради сливането и влошаващата се годност на узбекските самолети, 60-ти бомбардировъчен авиационен полк и 61-ви и 62-ри изтребителни авиационни полкове са консолидирани в 60-та смесена авиационна бригада в Карши-Ханабад през 1999 г.
Узбекските военновъздушни сили участват в допълнителни битки между юли и септември 1999 г. в Баткенския конфликт, когато ислямистки бойци от Ислямското движение на Узбекистан (IMU) се опитват да навлязат на територията на Узбекистан от Таджикистан през Киргизстан. В бойните действия участват Су-17, Су-24, Ми-8 и Ми-24, като един Су-24 е свален. Ми-8 и Ми-24 са включени в елиминирането на бойците през ноември и декември същата година, а през август и септември 2000 г. Су-24 и Су-25 отново са ангажирани в конфликта, заедно с Ми-8 и Ми-24. През този период са загубени два Ми-8.
Поради споразумение в Общността на независимите държави, Русия помага за поддържането на самолетите на узбекските военновъздушни сили и им продава повече самолети на по-ниска цена, за да не ги изпревари САЩ. В операция „Несъкрушима свобода“ правителството на САЩ и НАТО ремонтират голяма част от самолетите на военновъздушните сили, тъй като са счетени за неефективни. Русия се опитва да подкопае усилията на САЩ да достигнат до Узбекистан, особено на конференция през 2002 г. в Ташкент, където присъстват членове на различни авиационни компании.
Преговорите се провалят и узбекското правителство прекратява американската помощ под формата на ремонт на хеликоптери.
Указ от 13 април 2011 г. прехвърля хеликоптерите на въздушните и противовъздушните сили на Узбекистан към сухопътните сили на Узбекистан.
След смъртта през 2016 г. на дългогодишния диктатор Ислам Каримов, който управлява Узбекистан от обявяването на независимостта му, неговият наследник Шавкат Мирзийоев следва все по-проруска позиция. Това е отразено в подновеното участие на Узбекистан в ученията на Съвместната система за противовъздушна отбрана на ОНД, проведени в Сари Шаган през септември 2019 г., и доставката на дванадесет руски хеликоптера Ми-35М под наем от 2018 г. Узбекистан също изразява интерес към закупуването на изтребители Су-30.
През август 2021 г., когато талибаните поемат контрола над Афганистан, редица самолети EMB 314 Super Tucano и Cessna 208 Caravan на бившите афганистански военновъздушни сили бягат в Узбекистан и вече са на пистата на летище Термез. Текущият им статус и състояние не са известни.

## Техника и въоръжение
| Вид                            | Изображение  | Производство | Тип                        | Количество   | Заб.                         |  |
| Боен самолет                   | Боен самолет | Боен самолет | Боен самолет               | Боен самолет | Боен самолет                 |  |
| ------------------------------ | ------------ | ------------ | -------------------------- | ------------ | ---------------------------- |  |
| Су-25 БМ                       |              | СССР         | щурмови                    | 12           | 15 на склад                  |  |
| МиГ-29 УБ                      |              | СССР         | многоцелеви изтребител     | 12           | 18 на склад                  |  |
| Су-27 УБ                       |              | СССР         | многоцелеви изтребител     | на склад     | 26 на склад                  |  |
| Су-24                          |              | СССР         | бомбардировач              | 4            |                              |  |
| Су-17М Су-17УМ-3               |              | СССР         | многоцелеви изтребител     | 26           | небоеспособен не се използва |  |
| Транспортни самолет            |              |              |                            |              |                              |  |
| Ан-12 ПП                       |              | СССР         | транспортен самолет        | 2            |                              |  |
| Ан-26 РКР                      |              | СССР         | транспортен самолет        | 2            |                              |  |
| Ил-76                          |              | СССР         | транспортен самолет        | 2            |                              |  |
| Ту-134А                        |              | СССР         | транспортен самолет        | 1            |                              |  |
| CASA C-295W                    |              | Испания      | транспортен самолет        | 4            |                              |  |
| Учебни самолет                 |              |              |                            |              |                              |  |
| Aero Vodochody L-39            |              | Чехословакия | учебен-боен                | 6            |                              |  |
| Вертолети                      |              |              |                            |              |                              |  |
| Ми-6                           |              | СССР         | тежък транспортен вертолет | 26           |                              |  |
| Ми-8                           |              | СССР         | транспортен вертолет       | 52           |                              |  |
| Ми-22 (Ми-6АЯ)                 |              | СССР         | въздушно-команден пункт    | 2            |                              |  |
| Ми-24                          |              | СССР         | транспортно-боен вертолет  | 29           |                              |  |
| Ми-26                          |              | СССР         | тежък транспортен вертолет | 1            |                              |  |
| Ми-35М                         |              | Русия        | щурмови вертолет           | 12           |                              |  |
| Aérospatiale AS.332 Super Puma |              | Франция      | транспортен вертолет       | 8            |                              |  |
| Aérospatiale AS.350 Écureuil   | слева        | Франция      | лек вертолет               | 8            |                              |  |
| H225M                          |              |              |                            | 8            |                              |  |

### ПВО
| Вид             | Изображение | Производство | Тип | Количество |
| --------------- | ----------- | ------------ | --- | --- |
| 9К31 Стрела-1   |             | СССР         | ЗРК | 400 |
| ЗСУ-23-4        |             | СССР         | СПУ | 50 |
| С-75 Двина      |             | СССР         | ЗРК | Наземна ПВО е оборудвана с остарели системи за противовъздушна отбрана С-75 и С-125 и системи за противовъздушна отбрана С-200, които очевидно напълно са загубили своята боеспособност |
| С-125-2МС-125М1 |             | СССР · Русия | ЗРК | 4 C-125-2M и 10 C-125M1 |
| С-200           |             | СССР · Русия | ЗРК | небоеспособни |
| HQ-9            |             | Китай        | ЗРК | 4 |